# Санта-Моника (залив)
Санта-Моника — бухта Тихого океана в Южной Калифорнии (США). Считается частью Тихого океана в границах между мысом Дюм в Малибу и полуостровом Палос-Вердес-Пенинсула. Залив был образован в результате изменений реки Лос-Анджелес в 1825 году. В него впадает несколько каналов: Баллона-Крик, Малибу-Крик и Топанга-Крик.
На берегу залива Санта-Моника располагаются несколько известных пляжей, такие как пляж залива Малибу (Surfrider), пляж штата Уилл-Роджерс, пляж штата Санта-Моника и пляж штата Доквайлер.
В заливе расположено несколько причалов, включая пирс Малибу, пирс Санта-Моника, пирс Венеции, пирс Манхэттен-Бич, пирс Хермоса-Бич и пристань Редондо-Бич. Также в заливе присутствует дноуглубительная пристань Марина-дель-Рей. Залив является популярным местом для рыбалки, а для сëрферов здесь был создан серфинговый риф — Chevron Reef.

## История
Качество воды в заливе Санта-Моника резко ухудшилось в XX веке. Развитие округа Лос-Анджелес привело к тому, что в воды залива сбрасывалось большое количество сточных вод. Благодаря реставрационным проектам, утверждённым Законом о чистой воде, и защитным группам «Исцеляющий залив» и «Фонд сёрфинга», качество воды в заливе значительно улучшилось в начале 1980-х годов. Производительность завода по производству очистных сооружений Hyperion теперь намного выше, чем раньше. Тем не менее, во время дождливой зимы в регионе залив страдает от цветения водорослей (эвтрофирования), которое связано с загрязнением воды, что приводит к закрытию большинства знаменитых пляжей вдоль его берега.